# آگوستو سزار موریرا
آگوستو سزار دوس سانتوس موریرا (پرتغالی: Augusto César dos Santos Moreira؛ زادهٔ ۶ اوت ۱۹۹۲) که بیشتر با نام آگوستو شناخته می‌شود، یک بازیکن فوتبال اهل برزیل است که در صنعت نفت آبادان بازی می‌کند.
این بازیکن سابقه بازی در تیم ملی زیر ۲۰ سال برزیل را در کارنامه داشته و تا پیش از پیوستن به تراکتورسازی، ۲۳ بازی در لیگ برتر فوتبال برزیل انجام داده و یک گل نیز در این لیگ در مقابل کورینتیانس به ثمر رسانده است.
از وی با ۲۲ سال سن به عنوان یکی از جوان‌ترین بازیکنان خارجی حاضر در لیگ برتر فوتبال ایران یاد می‌شود. و اکنون در دسته دو لیگ ژاپن هست

## دوران حرفه‌ای
آگوستو سزار دوسانتوس موریرا در ۱۹۹۲-۰۸-۰۶ در شهر پورتو الگره برزیل دیده به جهان گشود. وی در سال ۲۰۱۰ به عضویت تیم باشگاه ورزشی اینترناسیونال درآمد. اینترناسیونال که از بهترین تیم‌های برزیلی محسوب می‌شود سه قهرمانی در لیگ برتر برزیل و یک قهرمانی در جام حذفی برزیل را در کارنامهٔ خود دارد. اینترناسیونال همچنین دو مرتبه به مقام قهرمانی در جام لیبرتادورس رسیده‌است. این باشگاه همچنین در سال ۲۰۰۶ به مقام قهرمانی در مسابقات جام باشگاه‌های جهان رسیده‌است. وی در این سال که سن و سال کمی هم داشت فرصت بازی کردن پیدا نکرد و تنها یک‌بار فرصت نشستن روی نیمکت این تیم را پیدا کرد. سزار در سال ۲۰۱۱ نیز در این تیم حضور داشت و در این سال تنها یک‌بار به‌عنوان یار تعویضی در رقابت‌های سری آ فرصت به میدان رفت و ۹ دقیقه در زمین مسابقه حضور داشت. اما در رقابت‌های جام حذفی سزار ۵ بار فرصت حضور در زمین مسابقه را پیدا کرد و ۳۵۸ دقیقه در میدان بود و برای تیمش جنگید و ۲ کارت زرد نیز دریافت کرد. در سال ۲۰۱۲ بازهم او فرصت خودنمایی در سری آ را پیدا نکرد و در جام حذفی نیز تنها در یک دیدار و ۲۶ دقیقه به میدان رفت. در فصل ۲۰۱۳ این بازیکن در جام حذفی ۲ بار به میدان رفت و ۱۸۰ دقیقه در این تیم قدرتمند بازی کرد و در سری بی برای تیم چاپکوئنس به میدان رفت. ۱۴۳۲ دقیقه در طول ۲۲ دیدار فرصت خوبی بود تا این بازیکن استعدادهای خود را در معرض نمایش قرار دهد.
یک سال بعد او دوباره به اینترناسیونال بازگشت و این بار در این تیم مدعی بیشتر فرصت خودنمایی پیدا کرد و در ۵ دیدار ۴۱۰ دقیقه در جام حذفی بازی کرده و در سری آ نیز برای اسپورت رسیف ۱۵ بازی انجام داد و ۶۶۵ دقیقه در میدان بود و یک گل نیز به ثمر رساند. سزار در پس از آن راهی جوینویل شد و برای این تیم در سری آ طی ۷ دیدار ۴۶۹ دقیقه به میدان رفت و در جام حذفی طی ۱۷ دیدار ۱۰۳۸ دقیقه در زمین مسابقه حضور پیداکرده و یک‌بار نیز موفق به گلزنی شد.